# Moryń
Moryń (Duits: Mohrin) is een stad in het Poolse woiwodschap West-Pommeren, gelegen in de powiat Gryfiński. De oppervlakte bedraagt 5,54 km², het inwonertal 1580 (2005).